# Rafał Kot
Rafał Kot (ur. 21 grudnia 1979) – polski lekkoatleta uprawiający biegi długodystansowe, specjalizujący się w biegach górskich oraz biegu 24-godzinnym.

## Życiorys
W 2019 roku podczas Mistrzostw Polski w biegu 24-godzinnym w Supraślu zajął 5. miejsce z wynikiem 236,659 km.
Podczas Mistrzostw Świata w biegu 24-godzinnym w Albi, Francja zajął 14. miejsce indywidualnie z wynikiem 251,398 km .
W 2020 roku podczas Mistrzostw Polski w biegu 24-godzinnym w Pabianicach zdobył srebrny medal z wynikiem 255,772 km.
W 2022 roku podczas Mistrzostw Europy w biegu 24-godzinnym w Weronie, Włochy zdobył złoty medal w drużynie, indywidualnie zajął 76. miejsce z wynikiem 198,309 km.

## Osiągnięcia
| Rok  | Impreza                                      | Miejsce | Konkurencja   | Pozycja     | Wynik     |
| ---- | -------------------------------------------- | ------- | ------------- | ----------- | --------- |
| 2019 | Mistrzostwa Świata w biegu 24-godzinnym 2019 | Albi    | indywidualnie | 14. miejsce | 251 398 m |
| 2022 | Mistrzostwa Europy w biegu 24-godzinnym 2022 | Werona  | indywidualnie | 76. miejsce | 198 309 m |
| 2022 | Mistrzostwa Europy w biegu 24-godzinnym 2022 | Werona  | drużynowo     | 1. miejsce  | 825 526 m |